# 소맥 (술)

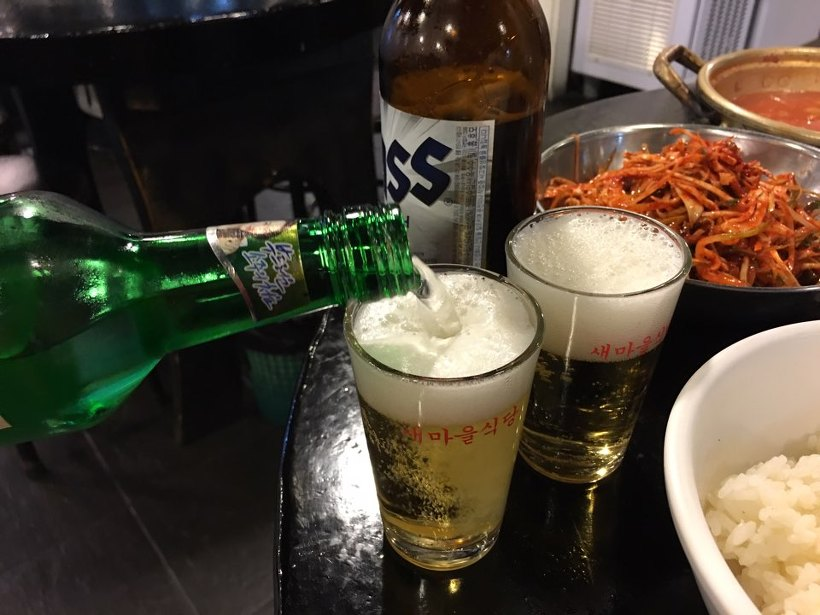
소맥

소맥(燒麥)은 대한민국의 술 종류 중 하나이다. 소주와 맥주와 섞어 만든 술로, 일종의 폭탄주이다. 알코올 도수가 비교적 높고, 맥주의 탄산이 알코올의 흡수를 촉진시킨다.

## 같이 보기
- 폭탄주
- 칵테일